# Нефф, Джон
Джон Нефф (англ. John Neff 19 сентября 1931 — 4 июня 2019) — один из современных инвесторов, создал концепцию, базирующуюся на низкой стоимости акций относительно чистой прибыли.

## Ранние годы и образование
В пятом классе торговал бейсбольными карточками. В 18 лет начал работать в небольшой отцовской фирме, продававшей оборудование автодилерам, сервисным станциям и фермерам. Уже в это время у него возник интерес к «скучным» компаниям, которые становились прибыльными благодаря отсутствию привлекательности для конкурентов.
С 1951 по 1953 год Джон Нефф служил в ВМФ США.
В 1953—1955 годах учился в колледже, где его наставником был последователь Бенджамина Греэхема. Окончив колледж, Нефф устроился аналитиком по ценным бумагам в кливлендское головное управление National City Bank, одновременно продолжив учебу в Университете Кейс Вестерн резерв по специальности финансы и банковское дело. В 1963 году он перешёл на должность аналитика по ценным бумагам в Windsor Fund.
В 1995 году он вышел на пенсию. Его автобиографическая книга «Джон Нефф об инвестировании» была опубликована в 2001 году.

## Работа в Windsor Fund
В 1964 году в 33 года Джон Нефф возглавил Windsor Fund. 25 лет фонд под его руководством получал доходность выше рыночной. До прихода Неффа темп роста фонда отставал от S&P 500 на 10 % (о сравнении доходностей см. бенчмарк). Под руководством Джона Неффа (с 1964 по 1995 год) средний годовой рост достигал 13,7 %, тогда как аналогичный рост S&P Index составлял 10,6 %. Общая доходность Windsor Fund за период превысила результат S&P 500 более чем в два раза — за этот период доход на каждый вложенный доллар составил 56 долларов.

### Принципы инвестирования
Свой стиль Джон Нефф характеризует словами: «покупка хороших компаний в хороших отраслях за невысокую цену». В то же время, его практическая деятельность носила яркие черты стоимостного инвестирования Бенджамина Греэхема.
- Поиск непопулярных акций с низким соотношением цены к прибыли (PE ratio), хорошей дивидендной доходностью и ростом чистой прибыли.
- Ориентация на отрасли и предприятия, известные инвестору.
- Отношение общей доходности к PE ratio должно вдвое превышать средний показатель по рынку.
- Изучается стратегия, качества менеджмента и финансовой устойчивости компаний.
- Отказ от излишней диверсификации, краткосрочных сделок, инвестиций в динамичные отрасли, с которыми инвестор не знаком.
- Отслеживается изменение настроений рынка[1].

Нефф обычно применял две тактики:
- «покупки на плохих новостях» после того, как котировки акций изрядно «проседали»
- идти «непрямым путём» в покупке активов популярных отраслей.

## Признание
Уортонская школа бизнеса назвала должность профессора финансов в честь Джона Неффа (англ. the John B. Neff Professor of Finance).
Колледж бизнеса университета Толедо назвал в его честь факультет финансов (англ. John B. and Lillian E. Neff Department of Finance).

## Личная жизнь
На протяжении 63 лет был женат на Лилиан Нефф, умершей в 2017 году.
Джон Нефф умер 4 июня 2019 года в результате болезни Альцгеймера, от которой страдал последние несколько лет. У него остались дочь Лиза Нефф-Рейв и сын Стивен. Другой сын, Патрик, умер ранее.